# Frank Cullotta

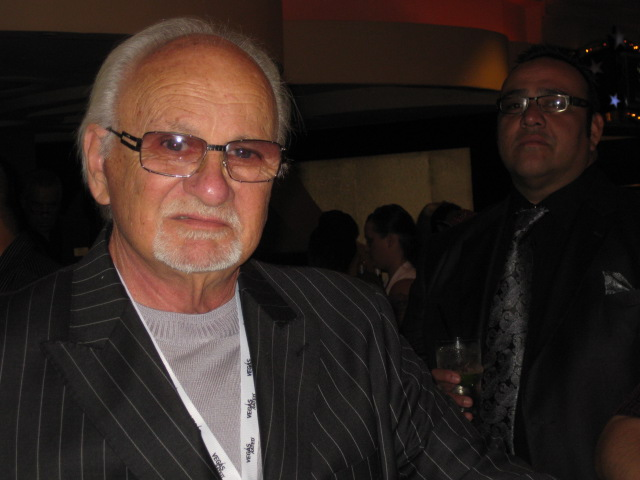
Frank Cullotta (Juli 2012)

Frank Cullotta (* 14. Dezember 1938 in Chicago, Illinois; † 20. August 2020 in Las Vegas, Nevada) war ein italienisch-US-amerikanischer Mobster und Assoziierter des Chicago Outfit sowie der Anführer einer Bande, die von den Medien aufgrund der verwendeten Einstiegsmethode bei Einbrüchen als „Hole in the Wall Gang“ (zu deutsch: „Wandloch-Gang“) bezeichnet wurde, welche in den Jahren von 1980 bis 1981 in Las Vegas circa 200 Einbrüche verübt haben soll. Später wurde Cullotta Kronzeuge und sagte gegen diverse Mafiosi aus.

## Leben

### Frühe Jahre
Cullotta wurde am 14. Dezember 1938 in Chicago (Illinois) geboren und ging 1953 auf die Steinmetz College Prep High School. Er begann seine jahrzehntelange kriminelle Karriere als Teenager mit kleineren Diebstählen, Raubüberfällen und Brandstiftungen. Im Alter von 12 oder 13 Jahren geriet er in einen kleinen Streit mit einem anderen Jungen namens Tony Spilotro. Die beiden wurden dann zu Freunden und kriminellen Verbündeten, als sie herausfanden, dass Cullottas Gangstervater dem Vater von Spilotro, ein Besitzer eines Restaurants, geholfen hatte, sich mit Erpressern der Schwarzen Hand zu befassen. Laut Cullotta ließ sein Vater sie umbringen. Cullatas Vater starb 1947 bei einem Autounfall während einer Hochgeschwindigkeitsverfolgung mit der Polizei, als er einen Auftrag für das Chicago Outfit erledigte. Später erledigte auch Frank Cullotta diverse Aufträge für das Outfit und wurde ein bekannter Assoziierter der Organisation.

### Las Vegas
Im Mai des Jahres 1978 zog Cullotta von Chicago nach Las Vegas, da ihm das Pflaster in Chicago zu heiß wurde. Vor Ort kontaktierte er seinen Jugendfreund und örtlichen Boss des Chicago Outfits, Anthony „Tony the Ant“ Spilotro. Spilotro gestattete ihm, gegen eine Abgabe von 10 Prozent seiner Gewinne, vor Ort Geschäfte zu machen; Cullotta willigte ein und bekam von Spilotro durch einen Hausrat-Versicherungsvertreter Informationen über ideale Orte für Diebstähle.
Später war Cullotta für den Schutz von Spilotro zuständig und sollte ihn bei seinen Geschäften unterstützen. Unter anderem sollte er Kontakt zu den Bossen und Casino-Managern des Stardust Casinos halten, wo die Mafia illegal Gelder abschöpfte. Zudem sollte Cullotta für Spilotro eine vielseitige Truppe von Verbrechern zusammenstellen, welche sich aus Ernie Davino, dem Meisterdieb Leonardo „Leo“ Guardino, dem Räuber Wayne Matecki und dem Killer Larry „Crazy Larry“ Neumann zusammensetzte. Sie haben diverse Drogendealer und Juwelierläden ausgeraubt. Die Einbrecherbande wurde in den Medien als „Hole in the Wall Gang“ bekannt, da sie Außenwände aufbrachen und sich so Zutritt zu den Häusern verschaffte.
Cullotta eröffnete für einen seriösen Anschein ein eigenes Restaurant namens Upper Crust, wo italienische Speisen serviert wurden und in dem die Bande sich traf, um über ihre Geschäfte zu sprechen.
Zu dieser Zeit geriet Cullotta in Kontakt mit einem kleinkriminellen Verbrecher namens Sherwin „Jerry“ Lisner, dem er aber misstraute. Spilotro und Cullotta erfuhren, dass Lisner mit dem FBI kooperiert und Spilotro verlangte von Cullotta, dass er Lisner aus dem Weg räumt. Cullotta und Wayne Matecki ermordeten Lisner am 10. Oktober 1979 in dessen Haus und warfen ihn in einen angrenzenden Swimmingpool.
Später wurde die Las Vegas-Dependance des Chicago Outfits 24 Stunden rund um die Uhr überwacht, doch sie schlugen die örtlichen Behörden mit deren eigenen Waffen. Sie überwachten die Anrufe und Funksprüche von Beamten und hielten stets eine Hand vor ihren  Mund, wenn sie miteinander in der Öffentlichkeit über Geschäfte sprachen, da das FBI Lippenleser einsetzte, um bei der Überwachung im Freien erfahren zu können, was die Gangster besprachen.

### Verrat und Rache
Am 4. Juli 1981 verübten Cullotta und seine Bande einen gut geplanten Einbruch in dem bekannten Juweliergeschäft namens Bertha’s Gifts. Ernie Davino heuerte Salvatore „Sal“ Romano als Fahrer für den Diebstahl an; Was jedoch niemand wusste, Romano war ein FBI-Informant und verriet dem FBI alle Details über den Job. Alle Beteiligten wurden vor Ort vom FBI gestellt und verhaftet. Im Gefängnis wurde Cullotta vom FBI ein Tonband vorgespielt, auf dem zu hören war, dass ein Mitglied des Chicago Outfits von Spilotro verlangte, sich um Cullotta zu kümmern, da sie ihm aufgrund seiner Inhaftierung misstrauten und annahmen, dass er sie verraten könnte. So machte Frank Cullotta mit dem FBI einen Handel und verriet ihnen alles was er wusste.
Im Jahr 1982 wurde Cullotta zum Kronzeugen und ein Jahr später durch dessen Aussagen 18 Personen des organisierten Verbrechens angeklagt und 15 Verurteilungen erzielt. Cullotta sagte vor Gericht aus, dass Spilotro der Kopf hinter der „Hole in the Wall Gang“ sei und brachte ihn unter anderem auch mit dem Mord an Lisner in Verbindung. Der Prozess endete für Spilotro aus Mangel an Beweisen ohne Urteilsspruch; jedoch wurde Spilotro zusammen mit seinem Bruder Michael Peter „Micky“ Spilotro im Jahr 1986 durch das Chicago Outfit brutal ermordet, kurz bevor ein neuer Prozess angesetzt werden sollte.
Frank Cullotta saß für seine Verbrechen 8 Jahre im Gefängnis und ging in das Zeugenschutzprogramm. Später wurde er Berater bei diversen TV-Shows und Filmen. Während seiner Zeit im Zeugenschutz lebte er laut eigenen Angaben an Orten wie Estes Park (Colorado), Biloxi und Gulfport in Mississippi, oder in Mobile (Alabama). Cullotta sagte 2013, er fühle sich mittlerweile etwas sicherer, da alle seine ehemaligen Feinde entweder tot seien oder lebenslängliche Gefängnisstrafen verbüßten.
Er starb am 20. August 2020 im Alter von 81 Jahren an den Folgen von COVID-19.

## Filme und Dokumentationen
- 2019: Mafia/Mob Hit Man-Frank Cullotta; Interview von Frank Cullotta durch Mark Laita von Soft White Underbelly
- 2016: The Making of the Mob; Doku-Dramareihe über die Entstehung von Organisationen des organisierten Verbrechens im 20. Jahrhundert in Amerika. Vertreten ist Cullotta in den Episoden 2, 5, 7 und 8 von der zweiten Staffel.
- 2013: Las Vegas Mafia (OT: Vegas Mobster); Dokumentarische Episode von der Dokureihe Horror Trips – Wenn Reisen zum Albtraum werden (OT: Banged Up Abroad) mit Frank Cullotta, über seine Arbeit für das Chicago Outfit in Las Vegas.
- 2012: Frank Cullotta; Dokumentarische Episode von der Dokureihe Das Gesetz der Straße: Geständnisse der Mafia mit Frank Cullotta, über seine Arbeit für das Chicago Outfit in Las Vegas.
- 2012: “Mad Sam” DeStefano; Dokumentarische Episode über Sam „Mad Sam“ DeStefano, von der Dokumentarfilmreihe Mobsters.
- 2008: Tony Spilotro; Dokumentarische Episode über Anthony „Tony the Ant“ Spilotro, von der Dokumentarfilmreihe Mobsters.
- 2007: Sam Giancana; Dokumentarische Episode über Sam Giancana, von der Dokumentarfilmreihe Mobsters.
- 1995: Casino; Darstellung in der Filmfigur Frank Marino durch Frank Vincent.